# Jacques-Bernardin Colaud de La Salcette
Pour les articles homonymes, voir Colaud.
Jacques-Bernardin Colaud de La Salcette, né à Briançon le 22 décembre 1733, mort à Paris le 25 décembre 1796, est un prêtre catholique et un député français.

## Biographie
Entré dans les ordres séculiers, il devient chanoine d'Embrun et de la cathédrale de Die. Partisan de la Révolution, il assiste aux États du Dauphiné réunis à Romans du 1er décembre 1788 au 16 janvier 1789 comme procureur fondé de l'archevêque d'Embrun et devient l'un des 12 membres de la commission intermédiaire créée le 21 décembre 1788.
Le 5 janvier 1789, il est élu député du clergé du Dauphiné aux États généraux. À l'Assemblée, il appuie diverses motions tendant à l'abolition des privilèges du clergé. Il propose ainsi de plafonner à 3 000 livres le revenu des bénéficiers. Il demande aussi à la mise aux voix immédiate du projet sur la suppression des dîmes et le traitement des ministres du culte. Par ailleurs, il prête le serment constitutionnel.
Le 9 septembre 1792, il est élu, le 6e sur 8 par 283 voix sur 450 votants, député de la Drôme à la Convention nationale, où il joue un rôle secondaire. Lors du procès de Louis XVI, il vote « la détention jusqu'à la paix » puis le bannissement, mais « la mort, dans le cas où les ennemis envahiraient le territoire de la République ».
Réélu député des Hautes-Alpes au Conseil des Cinq-Cents le 23 vendémiaire an IV, il meurt quelques mois après son élection d'une attaque d'apoplexie.
Un de ses frères, Claude, comme lui ecclésiastique, est grand vicaire de l'archevêque d'Embrun avant de devenir, sous l'Empire, conseiller de préfecture de l'Isère puis, pendant les Cent-Jours, préfet par intérim (20 mars 1815).

## À voir aussi